# Campaña de Etolia
La Campaña de Etolia, con frecuencia llamada Campaña etolia de Demóstenes, fue una ofensiva ateniense fallida en el noroeste griego durante la guerra arquidámica. En 426 a. C., Demóstenes fue enviado desde Atenas hacia el Golfo de Corinto al mando de una flota de 30 navíos. Al llegar al noroeste, reunió rápidamente una coalición de aliados de Atenas en la región y asedió la ciudad de Léucade. Sin embargo, previo al final del asedio, fue convencido de levantarlo para realizar un ataque sobre la región tribal de Etolia. Abandonando la península de Léucade, se dirigió hacia el oeste, a Etolia, y en el camino perdió a varios contingentes de su ejército puesto que al parecer sus líderes estuvieron disconformes con el cambio en la estrategia.
Al principio la invasión encontró poca resistencia, y varios ciudades cayeron fácilmente, pero poco después se reunió un ejército etolio conformado por tribus de toda la región. Mientras tanto, Demóstenes se había enemistado con sus aliados acarnanios y había fracasado en encontrarse con los refuerzos que llegaron de Lócrida tal cual estaba planeado; su ejército contaba con un número extremadamente bajo de peltastas (lanzadores de jabalinas) cuyo alcance y movilidad podría resultar un factor decisivo en el difícil terreno de Etolia. Después de tomar la ciudad de Egitio, el ejército de Demóstenes se encontró bajo un fuerte ataque desde un terreno más elevado y debió emprender la retirada (que pronto se convirtió en una huida desordenada). Con la muerte de gran número de sus hombres, la idea de conquistar Etolia tuvo que ser abandonada. La batalla alentó a los aliados de Esparta en la región, y sólo mediante la brillante defensa de Naupacto y Acarnania (que restableció la reputación militar de Demóstenes) pudo evitarse que los intereses de Atenas sufriesen daños duraderos.

## Preludio
Durante el verano de 426 a. C., Atenas, que ya había eliminado la amenaza inmediata a su seguridad al reprimir la revuelta de Mitilene el año anterior, tomó una posición más agresiva que en las campañas previas. Una gran flota de 60 trirremes, comandada por Nicias, fue enviada a atacar Melos y Beocia (que terminó en la Batalla de Tanagra). Demóstenes y Procles, mientras tanto, con una flota de la mitad de ese tamaño, zarparon para circunavegar el Peloponeso y operar en la zona noroeste y en el golfo de Corinto. Al llegar a su destino, esta fuerza ateniense relativamente pequeña aumentó sustancialmente con la adición de hoplitas mesenios de Naupacto, 15 trirremes corcireas, un gran número de soldados acarnanios, y varios contingentes provenientes de distintos aliados de la región.  Con esta fuerza formidable, Demóstenes destruyó una guarnición de tropas leucadias y después atacó y bloqueó a la mismísima ciudad de Léucade. Leúcade era una importante ciudad peloponesia en la zona, y los acarnianos apoyaron con entusiasmo el sitio y la toma de la misma. Sin embargo, Demóstenes optó por seguir el consejo de los mesenios, quienes deseaban atacar y someter a las tribus etolias que, según aseveraban, amenazaban Naupacto.
Tucídides indica que Demóstenes tomó esta decisión en parte para complacer a sus aliados mesenios, pero también afirma que deseaba, en lo posible, atravesar Etolia, incrementar su ejército sobre la marcha sumando a los hombres de Fócida, y atacar Beocia desde el oeste ya que estaba menos protegido. Además, como al mismo tiempo Nicias realizaba operaciones en la zona oriental de Beocia, Demóstenes podría haber tenido en cuenta la posibilidad de obligar a los beocios a combatir en dos frentes. Así, abandonó Léucade a través de su istmo y se dirigió a Etolia. Antes de llegar allí, sin embargo, su ejército disminuyó considerablemente debido a la partida de varios contingentes importantes; los acarnanios, molestos por el menosprecio con que había sido tratada su idea de tomar Léucade fueron desdeñados, regresaron a su país, y los navíos corcireos también se alejaron (aparentemente por falta de voluntad en participar en una operación que no ofrecía ningún beneficio a su ciudad).

## Campaña
Si Demóstenes se vio afectado por tales rupturas dentro de su coalición, no lo demostró con sus acciones inmediatas. Luego de establecer una base en la ciudad de Eneón en Lócrida, comenzó a avanzar sobre Etolia tras realizar planes para reunirse con un destacamento locrio en el interior etolio. Su ejército avanzó sin obstáculos durante tres días, llegando al pueblo de Tiquio. Allí Demóstenes hizo un alto, mientras el botín que había sido capturado hasta entonces era transportado de regreso a Eupalio, su base. Algunos historiadores modernos también sugieren que las unidades locrias con las que tenía planificado encontrarse debían reunirse con él en Tiquio o antes, y que el retraso de Demóstenes en continuar su marcha se debió en parte a su preocupación porque las fuerzas locrias no llegaban. Los locrios llevaban a cabo un estilo de guerra similar al de sus vecinos etolios y pudieron haber provisto a Demóstenes de hábiles lanzadores de jabalinas; en su ausencia, el ejército de los atenienses era muy deficitario en unidades ligeras de armas arrojadizas, mientras que en este aspecto sus oponentes eran los más fuertes.
No obstante, Demóstenes siguió adelante, su confianza reforzada por los mesenios quienes le aseguraron que el elemento sorpresa garantizaba el éxito siempre y cuando continuase atacando antes que los etolios tuvieran la oportunidad de combinar sus fuerzas para oponerse a él. Pero el consejo de los mesenios llegaba tarde; los etolios conocían los planes de Demóstenes desde antes que invadiese y ya habían reunido un ejército considerable. Demóstenes avanzó hacia el pueblo de Egitio, al que capturó con facilidad, pero no pudo seguir adelante. Los habitantes de esta ciudad retrocedieron a las colinas que circundaban el pueblo, donde se unieron al ejército etolio, y pronto Demóstenes y sus fuerzas se encontraron bajo asalto desde el terreno elevado. Trasladándose con relativa sencillez en el difícil terreno, los lanzadores etolios de jabalinas conseguían descargar sus armas y retirarse antes que los sobrecargados hoplitas atenienses pudiesen alcanzarlos; sin los locrios, Demóstenes solamente podía emplear a un contingente de arqueros para mantener a raya a los atacantes etolios. Pero incluso con los arqueros defendiéndolos, los atenienses sufrían la peor parte de la refriega; cuando el capitán de los arqueros fue muerto, sus hombres huyeron, y el resto del ejército los siguió al poco tiempo. A continuación se produjo un baño de sangre. El comandante de Demóstenes, Procles, y el guía mesenio murieron. Las unidades de soldados, sin líderes, se dirigían a cañones sin salida o se perdían en el campo de batalla, mientras que los veloces etolios los abatían; el mayor contingente que huyó se perdió en un bosque al que los etolios prendieron fuego. De los 300 atenienses que marchaban con Demóstenes, 120 fueron muertos; se desconoce la cantidad de bajas entre los aliados, pero se presume que fue una proporción similar. Semejantes pérdidas eran en especial exorbitantes cuando se las compara con el número habitual de bajas de una batalla de hoplitas, en la que una tasa de víctimas superior al 10% era tremendamente inusual.

## Consecuencias
Luego de regresar a Naupacto, los atenienses navegaron rumbo a casa, dejando atrás una situación estratégicamente precaria y un comandante cuya reputación se tambaleaba con gravedad. Los etolios, animados por su victoria, comenzaban a preparar una ofensiva contra Naupacto, y Demóstenes estaba tan preocupado por cómo lo recibirían en Atenas (donde la asamblea tenía la reputación de tratar con dureza a los generales en desgracia) que decidió no volver junto con su flota. Sin embargo, en los meses siguientes, la situación estratégica volvió a estabilizarse y la reputación de Demóstenes se recuperó debido a su espectacular victoria en Olpae.